# Kirill Olegowitsch Iwanow
Kirill Olegowitsch Iwanow (russisch Кирилл Олегович Иванов; * 14. Januar 1960 in Sankt Petersburg, Russische SFSR) ist ein ehemaliger sowjetischer Sportschütze.

## Erfolge
Kirill Iwanow nahm an den Olympischen Spielen 1988 in Seoul für die Sowjetunion und 1992 in Barcelona für das Vereinte Team jeweils in zwei Disziplinen mit dem Kleinkalibergewehr teil. Im Dreistellungskampf platzierte er sich mit 1275 Punkten hinter Malcolm Cooper und Alister Allan auf dem dritten Rang und gewann so die Bronzemedaille. Im liegenden Anschlag belegte er den 15. Platz. Vier Jahre darauf kam er im liegenden Anschlag nicht über den 24. Platz hinaus, wohingegen er im Dreistellungskampf als 31. mit 1150 Punkten die Medaillenplätze dieses Mal klar verfehlte.
1982 wurde Iwanow in Caracas mit dem Kleinkaliber sowohl im Einzel als auch mit der Mannschaft im stehenden Anschlag Weltmeister. Einen weiteren Mannschaftstitel sicherte er sich im Dreistellungskampf und belegte im knienden Anschlag mit der Mannschaft Rang zwei. In letzterem gewann er dafür 1986 in Suhl den Titel, während er im Dreistellungskampf mit der Mannschaft Silber und im stehenden Anschlag mit ihr Bronze gewann. Ein Jahr später sicherte sich Iwanow in Budapest mit dem Luftgewehr den Einzeltitel sowie Bronze mit der Mannschaft.